# Polycyrtus perditor
Polycyrtus perditor är en stekelart som först beskrevs av Fabricius 1804.  Polycyrtus perditor ingår i släktet Polycyrtus och familjen brokparasitsteklar. Inga underarter finns listade i Catalogue of Life.